# Helen Haye
Helen Haye, född 28 augusti 1874 i Assam, Brittiska Indien, död 1 september 1957 i London, var en brittisk skådespelerska.

## Rollista i urval
- 1931 – Hämndens timme
- 1935 – De 39 stegen
- 1938 – Dansösen från gatan
- 1939 – U-båt spionen
- 1940 – Den farliga skuggan
- 1948 – Anna Karenina
- 1953 – Laddade timmar
- 1954 – Vad kvinnan vill
- 1955 – Richard III
- 1957 – Öster om Otranto
- 1958 – Zigenerskan och gentlemannen